# Long Eaton
Long Eaton è una città di 45 000 abitanti della contea del Derbyshire, in Inghilterra.

## Amministrazione

### Gemellaggi
- Romorantin-Lanthenay, Francia
- Langen, Germania